# Kurr
Kurr è l'album di debutto del quartetto islandese Amiina. È uscito il 21 marzo 2007 dalla loro etichetta, Bláskjár Records, preceduta dal singolo Seoul alla fine del 2006. Inizialmente la vendita avviene tramite il sito ufficiale di Amiina.

## Tracce
1. Sogg – 2:50
2. Rugla – 3:59
3. Glámur – 5:50
4. Seoul – 6:56
5. Lúpína – 1:16
6. Hilli – 3:08
7. Sexfaldur – 4:47
8. Kolapot – 4:39
9. Saga – 0:41
10. Lóri – 4:14
11. Bláfeldur – 2:57
12. Boga – 9:10